# Кадыров, Торегали Айниязович
Торегали Айниязович Кадыров (20 мая 1930, Куня-Ургенч, Ташаузский округ, Туркменская ССР, СССР — 24 августа 2003, Жанаозен, Мангистауская область, Казахстан) — советский и казахский бурильщик. Первооткрыватель мангышлакской нефти. Герой Социалистического Труда (1966). Отличник нефтяной промышленности СССР и Казахстана. Почётный гражданин города Жанаозен (1998).

## Биография
Родился 20 мая 1930 года в Куня-Ургенче, Ташаузский округ.
В 1946 по 1958 годы оператор подземного ремонта скважин нефтепромвслового управления «Кулсарынефть».
В 1958 по 1992 годы бурильщик, буровой мастер Узенского управления буровых работ.
В 1967 по 1971 годы избирался депутатом Верховного Совета Казахской ССР
С 1992 года персональный пенсионер Республики Казахстана.
Первооткрыватель мангышлакской нефти.

## Награды и звания
- Награждён орденами «Трудового Красного Знамени»
- Награждён Почётной грамотой Верховного Совета Казахской ССР
- 1966 — Герой Социалистического Труда и Орден Ленина (27 мая 1966) за открытие и разведку нефтяного месторождения и за заслуги в нефтяной промышленности СССР и Казахской ССР
- 1970 — Медаль «В ознаменование 100-летия со дня рождения Владимира Ильича Ленина»
- 1973 — Медаль Победитель социалистического соревнования
- 1987 — Медаль «Ветеран труда»
- 1998 — Медаль «Астана» (17 августа 1998 года)
- 1998 — Присвоено почётное звание «Почётный гражданин города Жанаозен» за выдающиеся достижения в развитии города
- 1999 — Орден Курмет за выдающиеся достижения в нефтяной промышленности Казахстана (01.IX.1999)